# Friedrich von Petersdorff
Christian Friedrich Engel von Petersdorff (* 3. Juni 1775 in Hanau; † 5. Mai 1854 in Plauenthin) war ein preußischer Generalleutnant und Kommandant der Festung Thorn.

## Leben

### Herkunft
Seine Eltern waren der kurhannoverische Hauptmann Hans Caspar Georg Engel von Petersdorff (* 4. Oktober 1730; † 22. November 1798) und dessen Ehefrau Charlotte Wilhelmine, geborene Wohlfahrt (* 8. Oktober 1740; † 3. Juni 1809). Sein Bruder Karl († 3. März 1834) war Mitglied der Kings German Legion und starb als hannoverischer Oberstleutnant.

### Laufbahn
Petersdorff besuchte die Militärschule in Hannover und die Universität Göttingen. Im Jahr 1789 wurde er Kadett im 1. Infanterie-Regiment der Hannoverschen Armee und avancierte bis Ende Januar 1794 zum Leutnant. Im Ersten Koalitionskrieg wurde Petersdorff in den Gefechten bei Hondschoote und Bentheim verwundet. Ferner kämpfte er bei der Belagerung von Valenciennes sowie den Gefechten bei Tomand und Nimwegen. Nach dem Besetzung Hannovers durch die Franzosen und der Konvention von Artlenburg wurde die Hannoverische Armee am 18. Juni 1803 aufgelöst. Viele Angehörige der Armee – wie sein Bruder – gingen zur Kings German Legion nach England.
Petersdorff wechselte aber in preußische Dienste und kam am 31. März 1804 mit Patent vom 22. Mai 1794 als ältester Sekondeleutnant in das Infanterieregiment „von Borcke“. Am 20. April 1805 wurde er zum Premierleutnant befördert. Im Vierten Koalitionskrieg entkam er bei der Kapitulation von Lübeck, kämpfte dann bei der Verteidigung von Kolberg und im Gefecht bei Naugard. Am 9. März 1807 kam er als Stabskapitän in das Freikorps Schill und  wurde am 17. Juni 1807 zum Brigadier ernannt. Als Schill am 17. Februar 1807 im Gefecht bei Naugard verwundet wurde, übernahm Petersdorff die Führung. Für sein tapferes Verhalten verlieh ihm König Friedrich Wilhelm III. den Orden Pour le Mérite. Am 18. März 1807 wurde er zur Beschaffung von Waffen und Material nach England geschickt, was er erfolgreich zu Ende brachte.
Nach dem Frieden von Tilsit wurde er am 22. Mai 1808 Kapitän von der Armee und am 20. August 1808 als Kompaniechef in das Leib-Infanterie-Regiment versetzt. Als Schill 1809 seinen Aufstand unternahm, schickte man Petersdorff, um ihn zurückzuhalten, was aber scheiterte. Als Preußen sich 1812 an der Seite Frankreichs am Krieg gegen Russland beteiligen musste, nahm Petersdorff am 9. März 1812 seinen Abschied und ging nach Russland. Als Major wurde er am 18. Februar 1813 in das Freikorps Lützow übernommen und fungierte als Führer der Infanterie. Während der Befreiungskriege kämpfte er in den Gefechten bei Gadebusch, Vallahn und Dannenberg. In der Schlacht an der Göhrde wurde Lützow verwundet und Petersdorff übernahm für einige Monate das Kommando. Bei Zarrenthin erwarb er das Eiserne Kreuz II. Klasse und den Orden des Heiligen Wladimir IV. Klasse. Im Januar 1814 wurde er nach Kassel geschickt, um dem Kurprinzen Wilhelm von Hessen-Kassel bei dem Neuaufbau seiner Armee zu helfen. Nachfolgend nahm er an der Einnahme von Luxemburg, Thionville und Metz teil. Am 9. Februar 1814 bekam er den schwedischen Schwertorden. Nach der Auflösung des Freikorps wurde er am 31. März 1815 als Kommandeur in das 25. Infanterie-Regiment versetzt und am 3. Oktober 1815 zum Oberstleutnant befördert. Beim Sturz von einem Pferd brach er sich ein Bein und aufgrund des schleppenden Heilungsverlaufes konnte Petersdorff nicht am Feldzug von 1815 teilnehmen.
Er wurde daher am 10. Oktober 1815 zum Kommandanten von Memel ernannt und am 30. März 1820 mit Patent vom 3. April 1820 zum Oberst befördert. Am 18. Juli 1825 bekam er das Dienstkreuz. Am 30. März 1827 folgte seine Versetzung als Kommandant nach Pillau. Am 30. März 1834 erhielt er den Charakter als Generalmajor, bevor er am 18. August 1837 als Kommandant nach Thorn kam. Am 11. Juni 1839 wurde mit Patent vom 30. März 1834 zum Generalmajor befördert. Am 4. Januar 1842 bekam Petersdorff den Roten Adlerorden II. Klasse mit Eichenlaub, bevor er am 5. April 1842 seinen Abschied mit den Charakter als Generalleutnant und einer jährlichen Pension von 2100 Talern erhielt. Er starb am 5. Mai 1854 in Plauenthin (Kreis Kolberg-Körlin).
In seiner Beurteilung aus dem Jahr 1833 schrieb der General von Natzmer: „Ein tüchtiger Kommandant, der sich zu höheren Stellungen dieser Art ganz eignet. Wissenschaftlich gebildet, Kriegserfahrenheit und Festigkeit des Charakters zeichnen ihn vorteilhaft aus. In allen übrigen Beziehungen achtungswert.“

### Familie
Seine erste Frau wurde am 2. Mai 1808 in Ziethen Johanna Maria von Homeyer (* 6. August 1783; † 28. Mai 1813). Die Ehe blieb kinderlos. Nach ihrem Tod heiratete er am 26. November 1816 in Memel Lucinde Rippel (* 2. April 1796; † 8. Dezember 1858), mit der Petersdorff folgende Kinder hatte:
- Friedrich Hans Karl Hermann Gustav Adolf (* 8. November 1818; † 5. März 1878), Oberstleutnant a. D., 1866 Kommandeur des 5. Landwehr-Husaren-Regiment ⚭ Elfriede Mathias von Wallhofen (* 23. August 1842)[2], Äbtissin des Damenstiftes Barschau bei Lüben
- Maria Elise Thisnelda Karoline Friederike Lucinde (* 21. April 1820) ⚭ 1841 Franz Georg Eugen von Drigalski, Sekondeleutnant im 33. Infanterie-Regiment
- Georg Ferdinand Engel Alfred Eugen Max (* 29. April 1824; † 30. Dezember 1870), Sekondeleutnant a. D., Herr auf Plauenthin ⚭ 1849 Eugenie von Stempel (* 13. April 1830; † 29. Dezember 1866)